# Haakon Stotijn
Jacob Haakon Stotijn (Den Haag, 11 februari 1915 – Amsterdam, 3 november 1964) was een Nederlands hoboïst, maar kon ook viool spelen,
Hij was zoon van hoboïst Jaap Stotijn en sopraan Geertruida Stotijn-Molenaar. Oudere zus Ellen Nicasie (Ellengard Stotijn) was harpist. Hijzelf was tussen 1935 en 1954 getrouwd met Melly/Mieke Lindeman. Zij waren dik bevriend met Lin Jaldati en Eberhard Rebling, meer hierover is te lezen in de autobiografie van Jaldati en Rebling die in 2024 in het Nederlands verscheen: Lied van verzet (vertaald door Johan Meijer, Diete Oudesluijs, Rimco Spanjer en zoon Sander Stotijn, oorspronkelijk verschenen in de DDR onder de titel Sag nie, du gehtst den letzten Weg). Tussen 1954 en 1956 was Stotijn getrouwd met zijn leerlinge hoboïste Leonora Johanna Gompertz. Oudste dochter Renée Stotijn uit het eerste huwelijk was kunstschilder (schilderde onder andere jongere zus Marion Stotijn). Zoon Marc Stotijn was op later leeftijd hoboïst van de Hoofdstad Operette, Zoon Sander Stotijn gitarist en zanger in bijvoorbeeld De Vogelrok, dat in 1972 in het voorprogramma stond van Solution en werd later (jaren 70 en 80) begeleider van Mart Gevers.
Haakon kreeg zijn eerste muzieklessen in het gezin. Er kwam een vervolgtraject aan het Haags Conservatorium, ook weer bij zijn vader. Die opvolging vader en zoon leidde later tot wat in de muziekwereld de Stotijntraditie werd genoemd. In 1929 was hij vooralsnog als violist te bewonderen in Diligentia. In 1932 werd zijn naam dan bij optredens verbonden aan de hobo; hij speelde als zodanig in een Kwartet voor twee blazers en twee strijkers (hobo, althobo, altviool en cello) van Moss Wolff. 
Zijn vader en andere familie speelden in het Residentie Orkest, maar Haakon ging in 1935 aan de slag in het Symfonieorkest van Bern. In 1937 kwam het echtpaar Stotijn-Lindeman terug naar Nederland en vestigde zich in Den Haag; Haakon werd remplaçant van zijn vader in het Residentie Orkest (vader vertrok tijdelijk naar Israël) en twee jaar later in Hilversum, alwaar hij in het VARA-orkest speelde. Op 24 augustus 1940 kwam het gezin te wonen in de Johannes Verhulststraat 26. Hij was toen solohoboïst verbonden aan het Concertgebouworkest. Hij combineerde dat met lesgeven aan het Conservatorium van Amsterdam. Stotijn en zijn echtgenote Mieke waren goed bevriend met Lin Jaldati en Eberhard Rebling. Deze vriendschap wordt in het boek Lied van verzet beschreven.
Voor wat betreft kamermuziek was Haakon Stotijn jarenlang lid van ensemble Alma Musica, dat zich na het overlijden van Stotijn in 1964 ophief. Bij het Concertgebouworkest werd hij opgevolgd door zijn leerling, maar niet veel jongere Cees van der Kraan.
Hij had een grote reputatie in binnen- en buitenland.
Componist Alexander Voormolen componeerde voor vader en zoon (zie de traditie) een Concert voor twee hobo's en orkest, dat de twee regelmatig met het Residentie Orkest (vader) en Concertgebouworkest (zoon) uitvoerden. Tussen 1936 en 1962 soleerde hij 72 keer bij het Concertgebouworkest en maakte dus zowel Willem Mengelberg, Eduard van Beinum en Bernard Haitink mee. Hij speelde er echter ook onder Jean Fournet, Rafael Kubelik en Otto Klemperer. Genoemd hohoconcert van Voormolen werd in 1936 wel door de componist zelf gedirigeerd.  
Haakon Stotijn overleed op 49-jarige leeftijd na een langdurige ziekte, de gescheiden man leefde toen aan de Weesperzijde 83 Hij werd gecremeerd op Westerverld.
- Bibliothèque nationale de France: cb142303533 (data)
- International Standard Name Identifier: 0000 0000 0924 1821
- Library of Congress Control Number: no2006004682
- MusicBrainz: 7bc62530-9bc8-491b-82eb-2c85df1602aa
- Nationale Bibliotheek van Israël: 987012501903505171
- Virtual International Authority File: 17434464